# ایلسفلد
ایلسفلد (به آلمانی: Ilsfeld) یک شهر در آلمان است که در هایلبرون واقع شده‌است. ایلسفلد ۸٬۳۰۷ نفر جمعیت دارد.

## خواهرخوانده
شهر Auenstein خواهرخواندهٔ ایلسفلد هست.